# Monopòdic

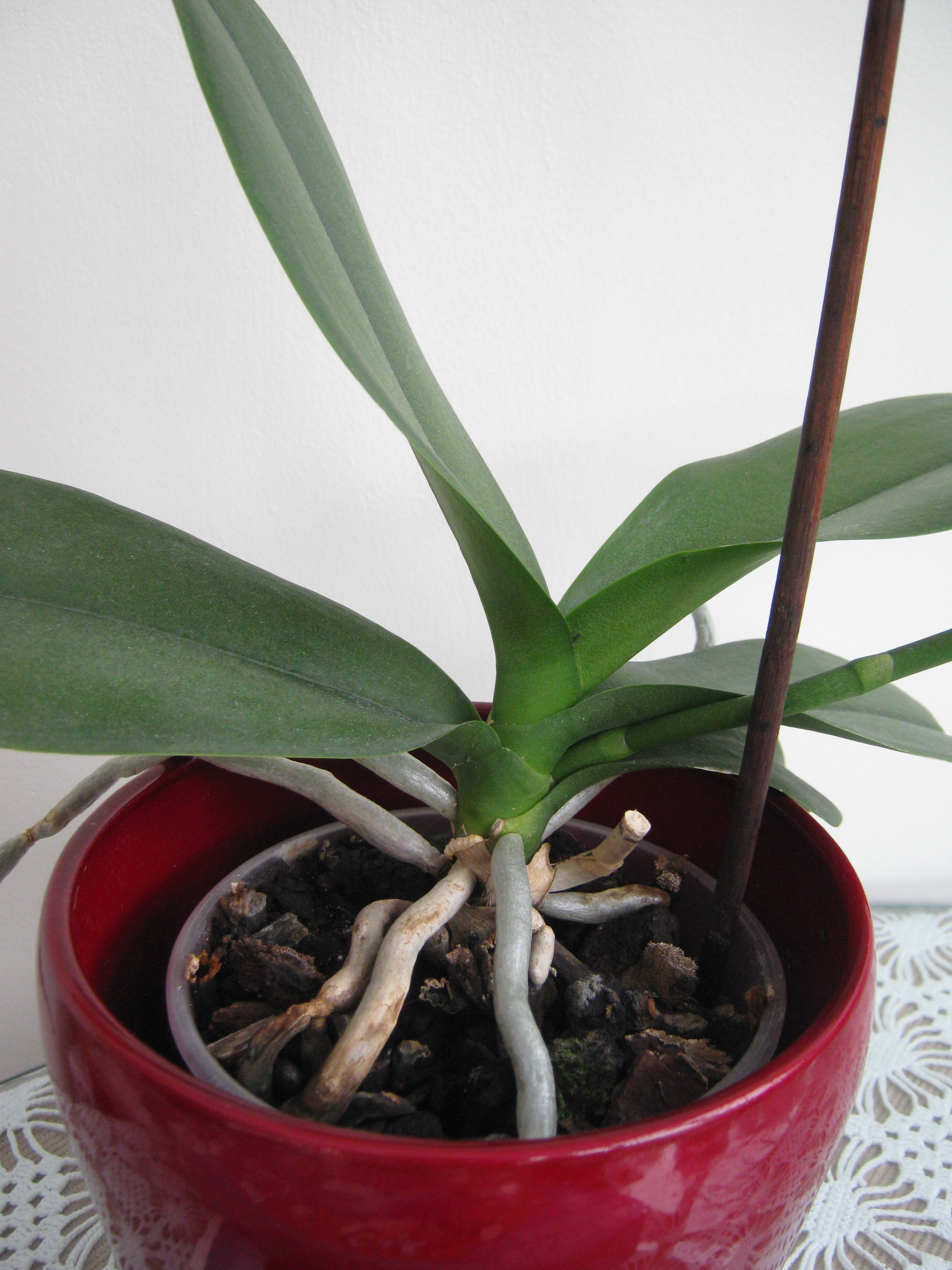
Exemple de creixement monopòdoc.

El creixement o ramificació monopòdica el presenten aquelles plantes vasculars amb un hàbit de creixement que va cap dalt des d'un sol punt. S'afegeixen fulles a l'àpex cada any i la tija s'allarga d'acord amb això.
La paraula monopòdic deriva del grec "mono-", un i "pòdic", "peu", fent referència al fet que les plantes monopòdiques tenen un sol tronc o tija.
Les orquídies amb creixement monopòdic sovint produeixen moltes arrels aèries que sovint pengen cap avall i tenen clorofil·la per sota de la cobertura grisa de l'arrel les quals es fan servir com òrgans addicionals per a la fotosíntesi. Aquestes orquídies no tenen un rizoma o pseudobulb i, per tant, les espècies adaptades a llargs períodes secs tenen, en canvi, fulles carnoses suculentes. Les seves flors generalment provenen de la tija entre les fulles. En algunes espècies monopòdiques la tija (el rizoma) pot dividir-se en dos, però en totes les orquídies monopòdiques això no és necessari per al creixement continu, de forma oposada a les orquídies amb creixement simpòdic.